# Tysk schäferhund
Tysk schäferhund, i dagligt tal schäfer,  är en hundras från Tyskland. Schäfer är tyska för "fåraherde", och rasen ingår i vallhundsgruppen, men är vanligast som brukshund och sällskapshund. 1 januari 2012 bytte schäfern officiellt namn till tysk schäferhund. I en undersökning 2012–2013 utnämndes schäfern till världens näst populäraste hundras. Det föds cirka 50 000-60 000 schäfervalpar varje år i hemlandet Tyskland.[källa behövs]

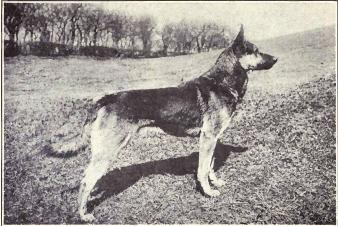
En tysk schäferhund från W.E. Masons "Dogs of all Nations" 1915.

## Historia
Den tyska schäferhundens ursprung är de gårdshundar, vallhundar och herdehundar av olika typ som fanns runt om i Tyskland under 1800-talet och som idag går under namnet Altdeutsche Hütehunde. På 1880-talet vaknade ett intresse för att börja renavla dessa. År 1882 hölls den första mönstringen i Hannover. År 1891 bildades föreningen Phylax för att skapa en enhetlig ras. Hundar från Thüringen gav ståndöron och energi, hundar från Württemberg gav svansansättning och lydnad, och hundar från Schwaben gav storlek och utmärkta vallegenskaper.
De nordtyska var mindre, men muskulösa, med kort, grå päls och kraftig underull och med upprättstående öron. De var skarpa och alerta med stor arbetsglädje, och tjänstgjorde som gårdshundar och vakthundar, men var ofta för aggressiva för att vara herdehundar. De sydtyska var större och tyngre och lugnare. De tjänstgjorde som herdehundar och arbetshundar. De hade längre päls och mer hängande öron.
Det ibland använda engelska namnet Alsatian kommer sig av att vissa av de schwabiska hundarna kom från Alsace (tyska Elsass) i nuvarande Frankrike. Man kunde dock inte enas om ifall man skulle satsa på en nyttohund eller på en utställningshund, och föreningen upplöstes år 1894.
Den moderna schäferrasens "grundare" var Arthur Meyer och ryttmästare Max von Stephanitz. De grundade den tyska rasklubben år 1899, då även den första rasstandarden antogs. Vid samma tidpunkt deltog den egentliga schäfern för första gången på hundutställning i Karlsruhe.
Max von Stephanitz’ första hundar var tiken Freya von Grafrath, vilken inköptes år 1897, och en hanhund som föddes i Hannover år 1895 och hette Hektor Linksrhein, vilken inköptes år 1898 i Frankfurt am Main och fick nr 1 i stamboken. Hektors farfar "Greif" som ställdes ut i Hannover år 1882 var vit, varför än idag en del schäfrar är vita, även om vita schäfrar förbjöds år 1933 i europeisk schäferhundavel och idag räknas som en självständig ras, vit herdehund.
År 1901 erkändes schäfern som polishund i Tyskland. Under första världskriget användes de som rapporthundar och räddningshundar (sanitetshundar).
År 1905 stambokfördes den första schäfern i Sverige, 1913 började schäfrar användas inom göteborgspolisen, och 1924 bildades den första Svenska Schäferhundklubben.

## Egenskaper

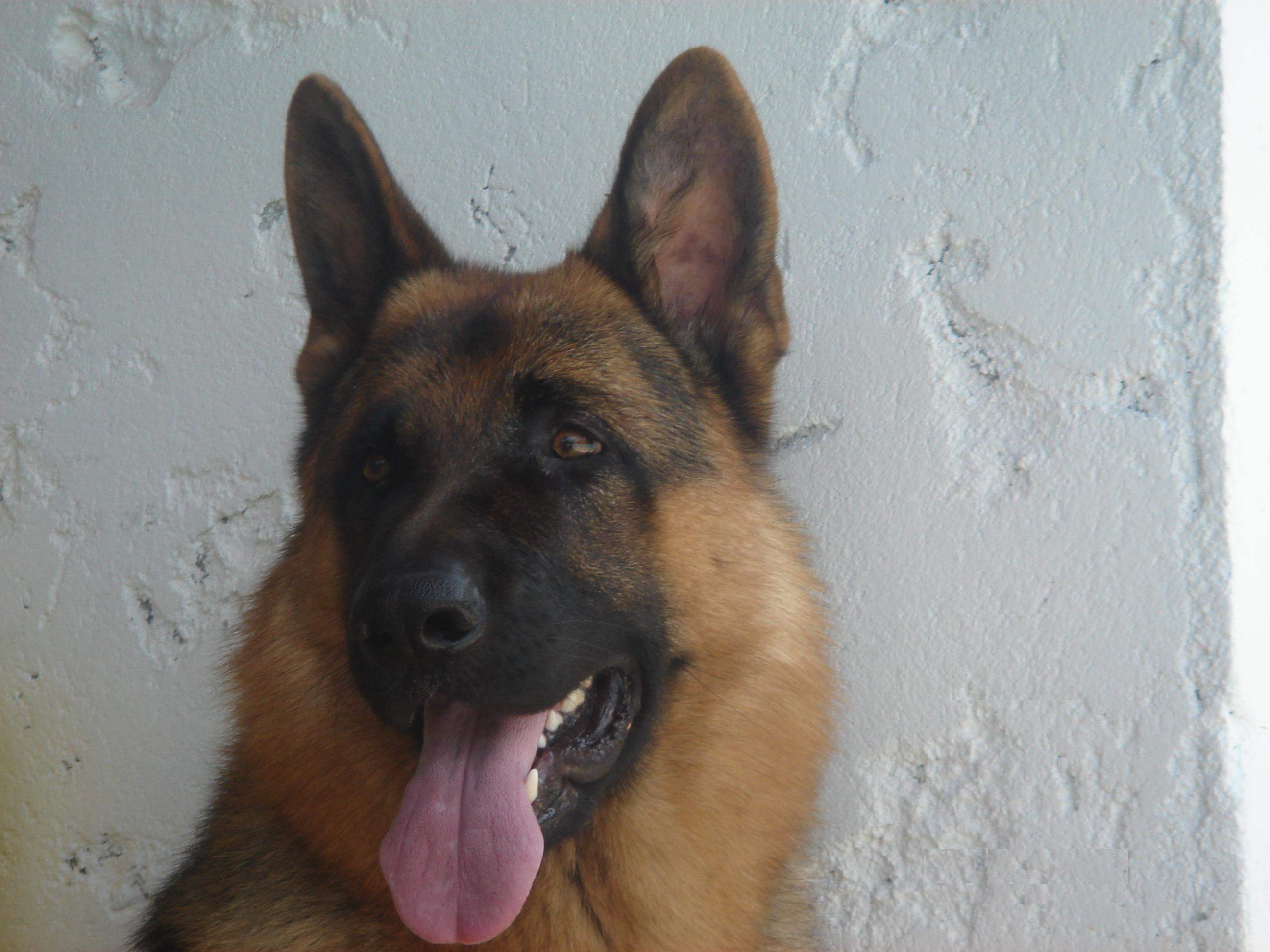
En schäferhund, porträtt.

Ur standarden sägs: "En schäfer skall ha ett jämnt humör och ha goda nerver, vara självsäker och frimodig och fullständigt godlynt (utom i retningsläge) och därtill skall den vara uppmärksam och följsam. Den måste besitta mod, kamplust och hårdhet för att vara lämplig som sällskaps-, vakt-, skydds-, tjänste– och vallhund".
Olika schäferlinjer kan skilja sig väldigt mycket åt vad gäller exteriöra och mentala egenskaper (samt, som nämns nedan, hälsan). Något som en blivande schäferägare bör sätta sig in i noggrant före köpet.
Bruksvarianten utgör en liten minoritet av rasens totala antal, men är ändå vanligare som polishund, väktarhund samt i elitbrukstävlingar, internationella prövningsordningen (IPO). Schäfer har i många år varit den ras som haft flest individer med på SM i bruksprov, och då är det nästan enbart bruksvarianten man ser. Det råder alltså knappast några tvivel om att bruksvarianten generellt har bättre arbetsegenskaper än exteriörvarianten, vilket också syns om man tittar på statistik över mentalbeskrivningar. Det är dock en missuppfattning att exteriörvarianten skulle vara omöjlig att använda till något annat än utställning och sällskap. Det är trots allt många polis- och tjänstehundar som är av denna variant, och jämfört med de flesta andra bruksraser har exteriörschäfern en bra mentalitet om man ser till MH (Mentalbeskrivning Hund) samt en stor andel hundar som kommer ut på bruksprov.
För att få championat eller certifikat på utställning måste en schäfer ha meriter från antingen bruksprov eller draghundsprov eller inneha tjänstehundscertifikat.

## Utseende
Utställningsidealet för schäfer har under åren gått mot större hundar, med tjockare päls, mer vinklade bakben och en mer sluttande rygg. Detta har lett till att rasen över i stort sett hela världen delats i två varianter, en exteriörvariant och en bruksvariant. Generellt sett är bruksvarianten lite mindre och smidigare, mer rakryggad, mindre vinklad, med kortare päls, samt förekommer i alla rasens godkända färger, medan exteriörvarianten nästan alltid är rödbrun med svart sadel.

## Hälsa
Rasen som helhet har en del problem med hälsan, bland annat förekommer problem med lederna, ryggen och med olika allergier. Det finns dock stora skillnader inom rasen, mellan olika linjer och olika kennlar. När det gäller exempelvis höftledsdysplasi drabbas några få procent av hundarna från vissa stora kennlar, och nästan hälften av hundarna från andra. Schäfern har fått rykte om sig att ha dålig hälsa, men detta rykte är delvis oförtjänt. De svenska försäkringsbolagen placerar schäfern i mellanprisgruppen (gruppindelningen baseras på hur ofta hundar av rasen ifråga behöver veterinärvård - de flesta raser samt blandraserna ingår i mellanprisgruppen).

## Bildgalleri

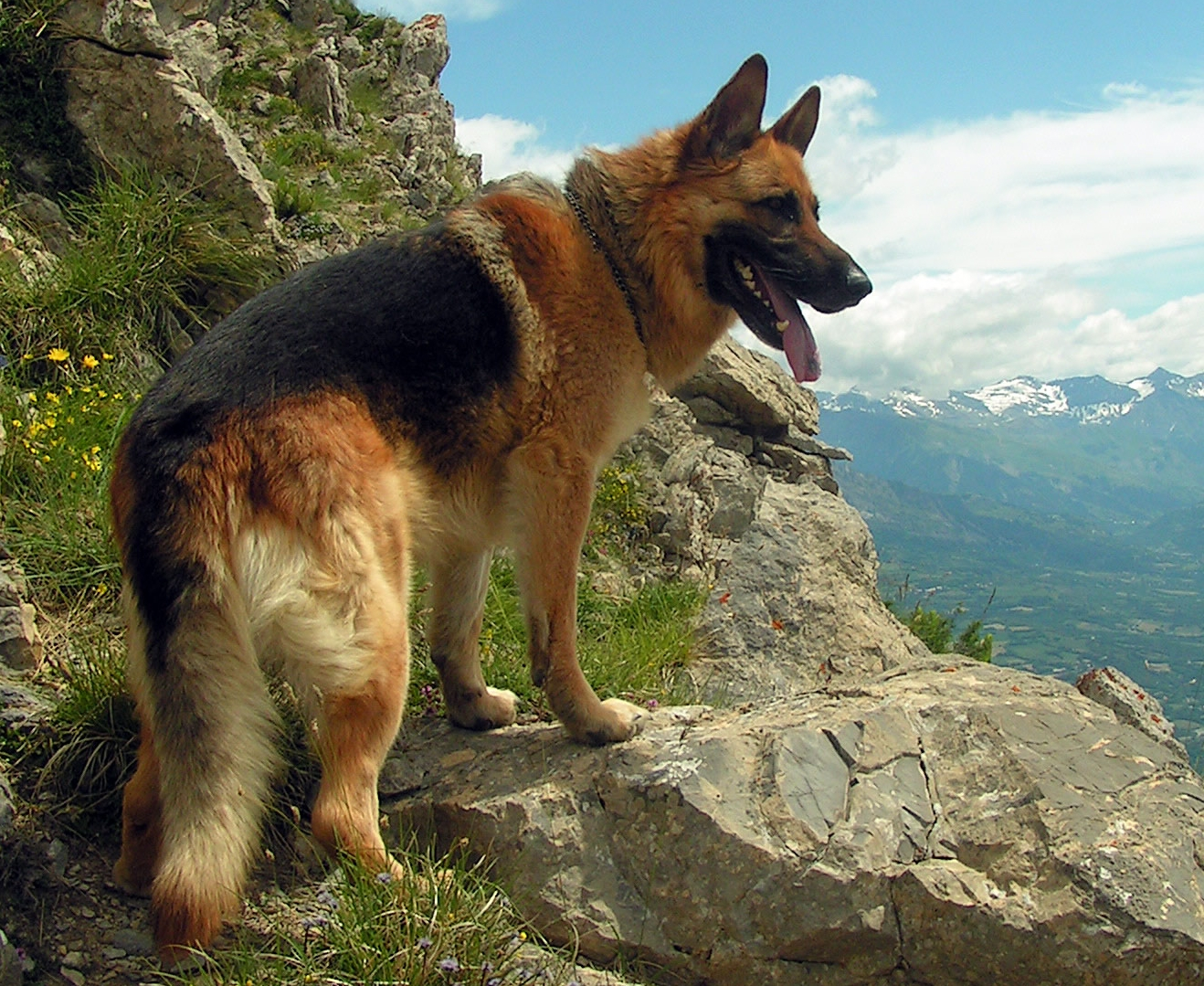
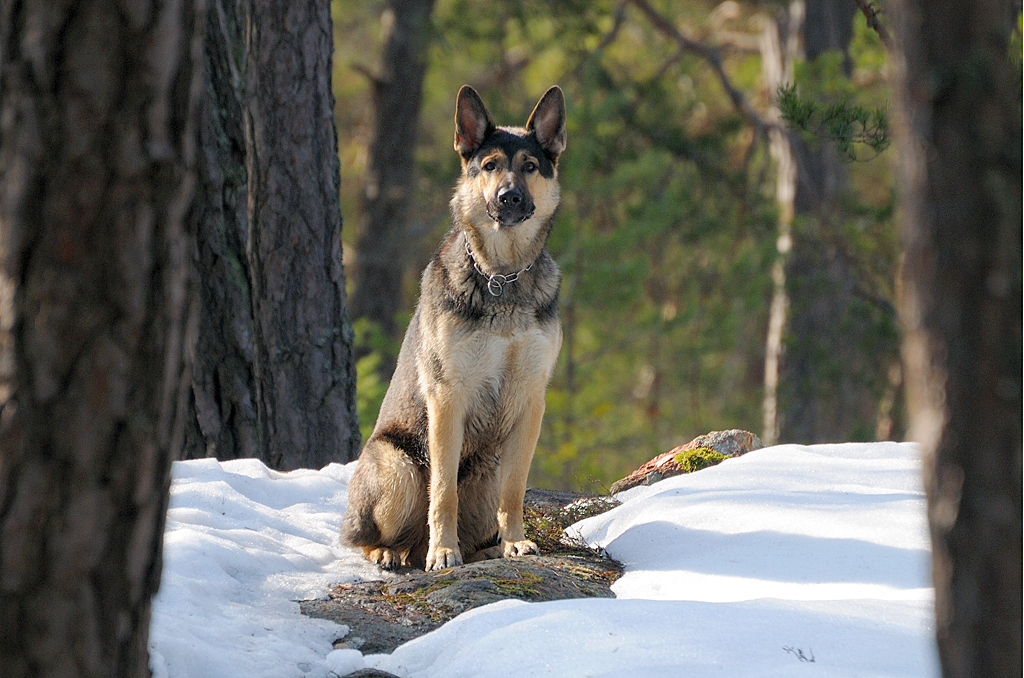
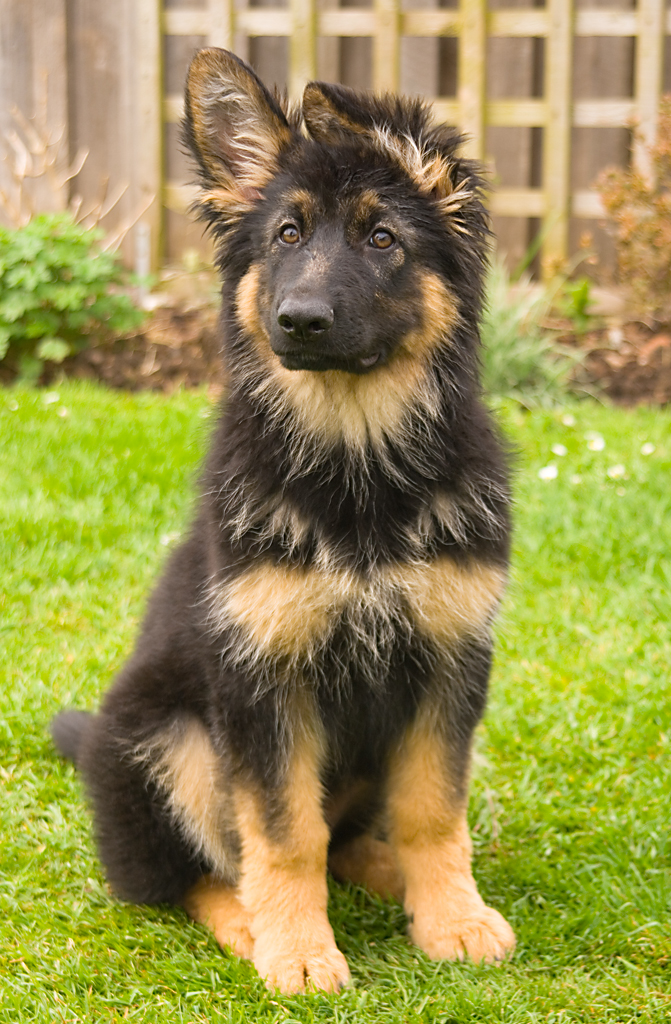
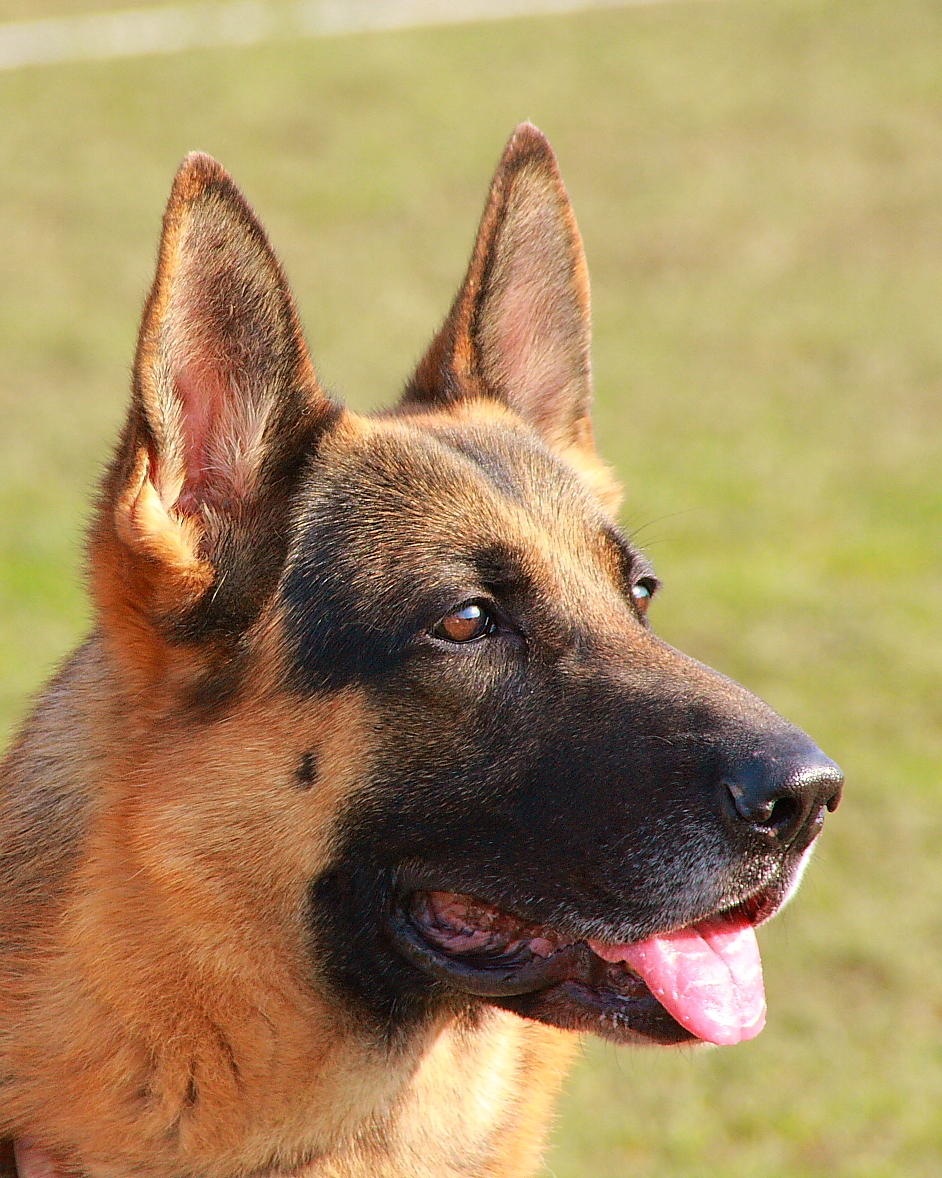
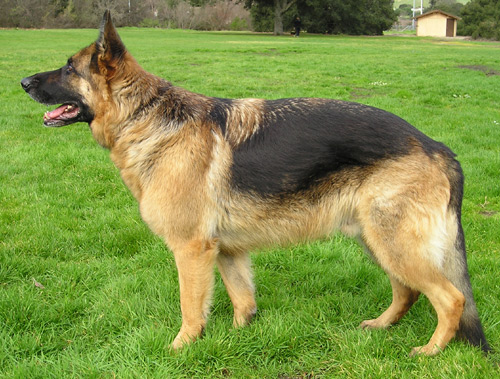

## Schäferhundar i populärkultur
- Charlie (Änglahund)
- Rin Tin Tin
- Ace the Bat-Hound (Batman)
- Rex (Kommissarie Rex)
- Rex (Hudson & Rex)
- Ace Hart (Dog City)
- John (Silver Fang)
- Jerome (Weed – Silver Fangs son)
- Dogmeat (Fallout 4)